# Iglesia Virgen Niña (Villa Elisa)
La iglesia católica Virgen Niña de Villa Elisa, provincia de Entre Ríos, Argentina, formalmente llamada parroquia Natividad de Nuestra Señora fue fundada en 1890 por Héctor de Elía, apenas fundada la colonia y motivados por sus necesidades espirituales, los inmigrantes que comenzaban a poblarla en su mayoría católicos, decidieron emprender la construcción de un templo.
A este fin en mayo de 1891 se constituye una comisión integrada por vecinos de la zona, para recolectar fondos. La mayoría de los colonos aportó a la comisión 10 fanegas de trigo cada uno. Esta donación se entregaba a la administración de la colonia para convertirla en efectivo. El dinero se acumuló lentamente hasta que D. Héctor de Elía dio el impulso definitivo en mayo de 1893, donando ciento veinte mil ladrillos y comprometiéndose a pagar en tierras al constructor de la obra Dn. Pedro Sala el costo de la mano de obra.
En 1897 se finaliza el primer templo que todavía se conserva detrás del templo actual y está en proceso de recuperación. Ha sido declarado edificio histórico por la Municipalidad de Villa Elisa.

## Creación de la parroquia
Desde 1897 fue capellanía de Villa Elisa, después de dieciséis años de existencia fue creada parroquia, por un decreto de Monseñor Abel Bazán y Bustos, el 19 de junio de 1913. Al dejar de ser capellanía se convirtió en el centro de la vida espiritual de una enorme zona.

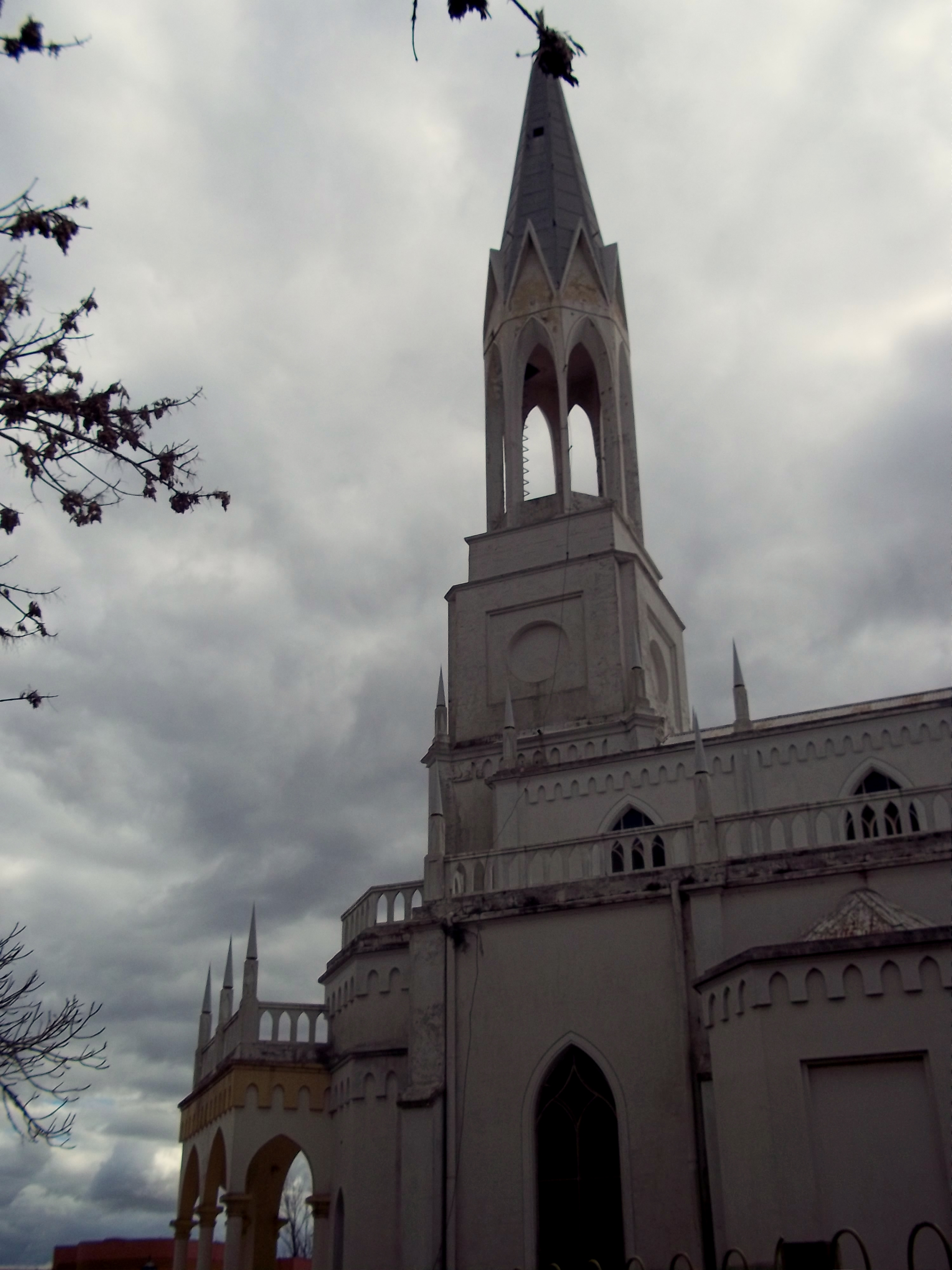
Vista lateral de la torre.

La nueva Iglesia de Villa Elisa comenzó a ser construida en el mes de octubre de 1936, ya que se demandaba un lugar más espacioso para albergar la cantidad de fieles que asistían a las misas y que aumentaba día a día. La idea y planos fueron realizados por el Pbro. Jorge Schroeder, sacerdote que estuvo durante años a cargo de la Iglesia de Villa Elisa, y le dio un impulso espiritual duradero a toda zona. Schroeder fallece ni bien comienza la obra en 1936 y su cuerpo se halla sepultado a un costado del altar mayor.
Después de muchos contratiempos y esperas, se habilita el edificio para oficiar misas en 1942. 
En 1985 se construyó la torre, culminándose en el año 2000 con la colocación de las "torrecitas" en el extremo superior y la pintura exterior. El estilo de la Iglesia es Neogótico Alemán.
Las pinturas interiores son modernas y rememoran imágenes del cristianismo. Fueron realizadas por el artista plástico y pintor santafesino Andrés Mirwald.